# Larkya La
Larkya La je jeden z nejdelších průsmyků v Nepálu v HimalájI. Nachází se ve výšce 5106 metrů nad mořem, a to mezi Dharamsalou a Bumthangem. Je nejvyšším bodem horské túry Manaslu Circuit Trek, tj. túry kolem osmé nejvyšší hory světa Manáslu (8163 m n. m.).